# Гашам Наджафзаде
Гашам Наджафзаде (азерб. Qəşəm Mirzə-oğlu Nəcəfzdə, Наджафов Гашам Мірза огли, нар. 1 квітня 1959, с. Алігулулар, Імішлинський район, Азербайджанська РСР, СРСР) — азербайджанський прозаїк, поет, публіцист.

## Життєпис
Народився 1 квітня 1959, с. Алігулулар, Імішлинський район, Азербайджанська РСР.
У 1981 році закінчив факультет мови та літератури Гянджинського Державного Університету.
У 1997 році став членом Союзу Письменників Азербайджану.
Довгий час працював вчителем азербайджанської мови та літератури в Імішлі та в Баку. Займав посаду відповідального секретаря газети «Культура».
Нині є членом правління Союзу письменників Азербайджану, керівником відділу дитячої літератури, заступником керівника відділу поезії журналу «Азербайджан», членом групи експертів при національній раді радіо і телебачення, а також працює на посаді старшого викладача Університету «Тафаккур».
У 2007 році брав участь у 38-му Міжнародному фестивалі поезії, який відбувся в Голландії.
У 2006 році удостоєний премії Тофіка Махмуда, тоді як у 2008 році він здобув Міжнародну премію імені Расул Рзи.
Його вірші перекладені більш як 20 мовами світу — англійською, узбецькою, киргизькою, французькою, німецькою, албанською, тамільською, грузинською, російською, іспанською, перською, польською та ін. Надруковано 22 книги поета, п'ять з них побачили світ за кордоном.
Батько двох синів та однієї доньки.

## Твори
- 1. «Не говоріть мені про кінець любові» Баку, Язичи — 1986.
- 2. «Панорама сплячого моря» Баку, Гянджлик — 1990
- 3. «Наречена, що горює перед морськими хвилями» Баку, Гойтюрк — 1994.
- 4. «Дерево що сміється» Баку, Гойтюрк — 1995.
- 5. «Доля віршів» Баку, Гойтюрк — 1995.
- 6. «Хочу полюбити заново» Баку, Гойтюрк — 1996.
- 7. «Жовта струна» Баку, Гойтюрк — 1997.
- 8. «Коли я згадала тебе» Баку, Ганун — 1997.
- 9. «До себе» Баку, Азернешр — 1998
- 10. «Поправка в книзі життя» Баку, Азернешр — 2001
- 11. «Та інші» Баку, Нурлар — 2004
- 12. «Вічні правди Гусейнбали Мираламова» Баку, Шемс — 2005
- 13. «Вечірні казки» на англійській мові, Баку, Шемс — 2007
- 14. «Перетворення» російською мовою, Баку, Араз — 2007
- 15. «Приєднання» на голландскій мові. Голландія — 2007
- 16. Етюди тюрми, англійською мовою. Голландія — 2007
- 17. «Смерть жінки» Баку, Вектор — 2008
- 18. «Битва, взуття, смерть» Анкара, Бенгю — 2008
- 19. «Мерці сміються над нами» Тегеран — 2008
- 20. «Синку відкрий двері не бачиш, в дверях гине вітер» Видавництво Ширван — 2009
- 21. «Поцілунок пальців» на фарсі. Тегеран — 2009
- 22. «Людина, що у віршах» ессе, статті, Баку, письменник — 2010